# Гауптфельдфебель
Гауптфельдфебель (нім. Hauptfeldwebel, HptFw або HF) — військове звання унтерофіцерського складу з портупеєю в Збройних силах Німеччини (Сухопутні війська та Повітряні сили вермахту, Бундесвера).
Звання гауптфельдфебеля розташовується за старшинством між військовими званнями штабсфельдфебель та оберфельдфебель.

## Історія
Військове звання гауптфельдфебель вперше з'явилося в німецькій армії в 1938 році, в сухопутних військах вермахту. Це звання визначало ранг так званого ротного сержанта, що був безпосереднім начальником усього особового складу фельдфебелів і солдатів піхотної роти. У Ваффен-СС це звання дорівнювало СС-Гауптшарфюрер.